# Podzamek (Krasnobród)
Podzamek – zachodnia część Krasnobrodu, jednostka pomocnicza gminy (osiedle), dawniej odrębna wieś.
Działania bojowe I wojny światowej spowodowały, że Podzamcze uległo zniszczoniu 26 czerwca 1915 podczas walk armii carskiej z armią austro-węgierską.
W czasie agresji III Rzeszy na Polskę, 6 września 1939 rodzina Fudakowskich gościła w pałacu w Podzamczu prezydenta Ignacego Mościckiego, w czasie jego ucieczki do Rumunii. Niemiecki nalot Prezydent przeżył ukryty w oprowizorycznym schronie w parku dwarskim.
Znajduje się tu Sanatorium Rehabilitacyjne dla Dzieci im. Janusza Korczaka (w budynkach dawnego zespołu pałacowo-parkowego) oraz Dom Pomocy Społecznej w Krasnobrodzie, a także rzymskokatolicki kościół parafii Zesłania Ducha Świętego.